# California Molefe
California Molefe (ur. 12 marca 1980) – botswański lekkoatleta, specjalista od biegów na dystansie 400 metrów. Trzykrotny olimpijczyk (2000, 2004, 2008).
Jego największym osiągnięciem jest srebrny medal halowych mistrzostw świata w 2006. Było to największe jak dotychczas osiągnięcie botswańskiej lekkoatletyki. Wcześniej największym osiągnięciem był brązowy medal mistrzostw Afryki juniorów w 1999. Na Igrzyskach Olimpijskich w 2004 w starcie indywidualnym odpadł jeszcze w biegach eliminacyjnych, natomiast w finale biegu sztafetowego zajął 8. miejsce. Molefe jest dwukrotnym złotym medalistą Igrzysk afrykańskich (Sztafeta 4 x 400 m Abudża 2003 i Bieg na 400 m Algier 2007). W 2006 zdobył brązowy medal mistrzostw Afryki  w sztafecie 4 x 400 metrów.

## Rekordy życiowe
- Bieg na 300 m – 33,07  (2003) do 2012 rekord Botswany
- Bieg na 400 m – 45,34 (2005) rekord Botswany
- Bieg na 600 m – 1:15,98 (2004)
- Bieg na 400 m (hala) – 45,74 (2006) rekord Botswany